# 2001年美國職棒大聯盟選秀
2001年美國職棒大聯盟選秀為大聯盟第37屆選秀，在美國時間6月5日至6日舉行。明尼蘇達雙城的喬·莫爾為該年的首輪選秀狀元。

## 第一輪選秀
圖示
|   | 入選美國職棒大聯盟全明星賽的球員 |
| * | 並未簽約的球員                   |

| 選秀順位 | 球員             | 球隊             | 位置          | 畢業學校             |
| -------- | ---------------- | ---------------- | ------------- | -------------------- |
| 1        | 喬·莫爾          | 明尼蘇達雙城     | 捕手          | 克雷汀-德罕堂高中    |
| 2        | 馬克·普萊爾      | 芝加哥小熊       | 右投          | 南加州大學           |
| 3        | 德翁·布拉澤頓    | 坦帕灣魔鬼魚     | 右投          | 中田納西州立大學     |
| 4        | 蓋文·弗洛伊德    | 費城費城人       | 右投          | 聖約瑟夫山大學       |
| 5        | 馬克·塔克薛拉    | 德州遊騎兵       | 三壘手        | 喬治亞理工學院       |
| 6        | 喬許·卡普        | 蒙特婁博覽會     | 右投          | 加利福尼亞大學       |
| 7        | 克里斯·史密斯    | 巴爾的摩金鶯     | 左投          | 康柏蘭大學           |
| 8        | 約翰·范·班休頓   | 匹茲堡海盜       | 右投          | 肯特州立大學         |
| 9        | 寇特·葛里芬      | 堪薩斯市皇家     | 右投          | 馬歇爾高中           |
| 10       | 克里斯·柏克      | 休士頓太空人     | 游擊手        | 田納西大學           |
| 11       | 肯尼·包爾        | 底特律老虎       | 右投          | 萊斯大學             |
| 12       | 麥克·瓊斯        | 密爾瓦基釀酒人   | 右投          | 雷鳥高中             |
| 13       | 凱西·柯區曼      | 安那罕天使       | 一壘手        | 塞米諾爾高中         |
| 14       | 傑克·高特勞      | 聖地牙哥教士     | 一壘手/三壘手 | 杜蘭大學             |
| 15       | 蓋比·葛洛斯      | 多倫多藍鳥       | 左外野手      | 奧本大學             |
| 16       | 克里斯·杭奈爾    | 芝加哥白襪       | 右投          | 普羅維敦斯天主高中   |
| 17       | 丹·登罕          | 克里夫蘭印地安人 | 右投          | 鹿谷高中             |
| 18       | 亞倫·海爾曼      | 紐約大都會       | 右投          | 聖母大學             |
| 19       | 麥克·方泰諾      | 巴爾的摩金鶯     | 二壘手        | 路易斯安那州立大學   |
| 20       | 傑瑞米·索威斯    | 辛辛那提紅人     | 左投          | 巴拉德高中           |
| 21       | 布萊德·漢尼西    | 舊金山巨人       | 右投          | 楊斯鎮州立大學       |
| 22       | 傑森·布爾格      | 亞利桑那響尾蛇   | 右投          | 瓦德斯塔州立大學     |
| 23       | 約翰-福特·葛里芬 | 紐約洋基         | 右外野手      | 佛羅里達州立大學     |
| 24       | 馬凱·麥克布萊德  | 亞特蘭大勇士     | 左投          | 斯克里文縣立高中     |
| 25       | 鮑比·克羅斯比    | 奧克蘭運動家     | 游擊手        | 加州州立大學長灘分校 |
| 26       | 傑瑞米·邦德曼    | 奧克蘭運動家     | 右投          | 帕斯可高中           |
| 27       | 威廉·霍恩        | 克里夫蘭印地安人 | 右投          | 馬里亞納高中         |
| 28       | 賈斯汀·波普      | 聖路易紅雀       | 右投          | 中佛羅里達大學       |
| 29       | 喬許·布勒斯      | 亞特蘭大勇士     | 游擊手        | 喬瑟夫·惠勒高中      |
| 30       | 諾亞·勞瑞        | 舊金山巨人       | 左投          | 佩珀代因大學         |

### 第一輪補充選秀
| 選秀順位 | 球員            | 球隊             | 位置   | 畢業學校           |
| -------- | --------------- | ---------------- | ------ | ------------------ |
| 31       | 布萊恩·巴斯     | 巴爾的摩金鶯     | 游擊手 | 塞米諾恩高中       |
| 32       | 麥可·伍茲       | 底特律老虎       | 二壘手 | 南方大學           |
| 33       | 傑夫·馬席斯     | 安那罕天使       | 捕手   | 馬里亞納高中       |
| 34       | 布朗森·薩丁哈   | 紐約洋基         | 游擊手 | 卡美哈梅哈高中     |
| 35       | J·D·馬丁        | 克里夫蘭印地安人 | 右投   | 舊金山大學         |
| 36       | 麥可·賈西亞帕拉 | 西雅圖水手       | 游擊手 | 唐波斯可科技學院   |
| 37       | 約翰·雷奈克     | 奧克蘭運動家     | 左投   | 密蘇里州立大學     |
| 38       | 大衛·萊特       | 紐約大都會       | 三壘手 | 希科里高中         |
| 39       | 懷亞特·艾倫     | 芝加哥白襪       | 右投   | 田納西大學         |
| 40       | 理查德·路易斯   | 亞特蘭大勇士     | 二壘手 | 喬治亞理工學院     |
| 41       | 陶德·林登       | 舊金山巨人       | 外野手 | 路易斯安那州立大學 |
| 42       | 喬恩·史凱格斯   | 紐約洋基         | 右投   | 萊斯大學           |
| 43       | 麥克·康羅伊     | 克里夫蘭印地安人 | 外野手 | 波士頓學院高中     |
| 44       | 傑森·尼克斯     | 科羅拉多洛磯     | 游擊手 | 米德蘭高中         |

## 補償選秀
1. ↑  因查爾斯·強森（英语：Charles Johnson (catcher)）加入馬林魚隊而得到補償選秀
2. ↑  因曼尼·拉米瑞茲加入紅襪隊而得到補償選秀
3. ↑  因麥克·漢普頓加入洛磯隊而得到補償選秀
4. ↑  因麥克·穆西納加入洋基隊而得到補償選秀
5. ↑  因艾利斯·伯克斯加入印地安人隊而得到補償選秀
6. ↑  因傑夫·尼爾森（英语：Jeff Nelson (pitcher)）加入水手隊而得到補償選秀
7. ↑  因安迪·艾許比（英语：Andy Ashby）加入道奇隊而得到補償選秀
8. ↑  因凱文·埃皮爾加入大都會隊而得到補償選秀
9. ↑  因小山迪·阿勒瑪（英语：Sandy Alomar Jr.）加入白襪隊而得到補償選秀
10. ↑  因麥克·穆西納成為自由球員而得到補償選秀
11. ↑  因璜·岡薩雷茲成為自由球員而得到補償選秀
12. ↑  因馬克·佩可塞克（英语：Mark Petkovsek）成為自由球員而得到補償選秀
13. ↑  因丹尼·內戈爾（英语：Denny Neagle）成為自由球員而得到補償選秀
14. ↑  因曼尼·拉米瑞茲成為自由球員而得到補償選秀
15. ↑  因艾力士·羅德里奎茲成為自由球員而得到補償選秀
16. ↑  因凱文·埃皮爾成為自由球員而得到補償選秀
17. ↑  因麥克·漢普頓成為自由球員而得到補償選秀
18. ↑  因查爾斯·強森（英语：Charles Johnson (catcher)）成為自由球員而得到補償選秀
19. ↑  因安迪·艾許比（英语：Andy Ashby）成為自由球員而得到補償選秀
20. ↑  因艾利斯·伯克斯成為自由球員而得到補償選秀
21. ↑  因傑夫·尼爾森（英语：Jeff Nelson (pitcher)）成為自由球員而得到補償選秀
22. ↑  因大衛·西吉（英语：David Segui）成為自由球員而得到補償選秀
23. ↑  因為去年選秀沒有簽下麥特·哈林頓而得到補償選秀

## 其他著名球員
- 凱利·蕭皮克（英语：Kelly Shoppach）, 第2輪, 48順位被波士頓紅襪選走
- J·J·哈迪, 第2輪, 56順位被密爾瓦基釀酒人選走
- 布蘭登·里格（英语：Brandon League）, 第2輪, 59順位被多倫多藍鳥選走
- 丹·哈倫, 第2輪, 72順位被聖路易紅雀選走
- 萊恩·泰里奧（英语：Ryan Theriot）, 第3輪, 78順位被芝加哥小熊選走
- 史考特·海爾斯頓（英语：Scott Hairston）, 第3輪, 98順位被亞利桑那響尾蛇選走
- 瑞奇·諾拉斯可, 第4輪, 108順位被芝加哥小熊選走
- 傑夫·凱平格（英语：Jeff Keppinger）, 第4輪, 114順位被匹茲堡海盜選走
- 喬許·巴菲爾德（英语：Josh Barfield）, 第4輪, 120順位被聖地牙哥教士選走
- 凱爾·戴維斯（英语：Kyle Davies (baseball)）, 第4輪, 135順位被亞特蘭大勇士選走
- 布倫丹·哈里斯（英语：Brendan Harris）, 第5輪, 138順位被芝加哥小熊選走
- 萊恩·霍華德, 第5輪, 140順位被費城費城人選走
- C·J·威爾森, 第5輪, 141順位被德州遊騎兵選走
- 吉姆·詹森, 第5輪, 143順位被巴爾的摩金鶯選走
- 萊恩·拉布恩（英语：Ryan Raburn）, 第5輪, 147順位被底特律老虎選走
- 史基普·舒馬克（英语：Skip Schumaker）, 第5輪, 164順位被聖路易紅雀選走
- 艾德溫·傑克森, 第6輪, 190順位被洛杉磯道奇選走
- 查德·崔西（英语：Chad Tracy）, 第7輪, 218順位被亞利桑那響尾蛇選走
- 丹·強森（英语：Dan Johnson (baseball)）, 第7輪, 221順位被奧克蘭運動家選走
- 凱文·尤克里斯, 第8輪, 243順位被波士頓紅襪選走
- 路克·史考特（英语：Luke Scott (baseball)）, 第9輪, 277順位被克里夫蘭印地安人選走
- 麥克·伍德 (棒球選手)（英语：Mike Wood (baseball)）, 第10輪, 311順位被奧克蘭運動家選走
- 吉奧凡尼·索托, 第11輪, 318順位被芝加哥小熊選走
- 丹·阿格拉, 第11輪, 338順位被亞利桑那響尾蛇選走
- 傑森·巴列特, 第13輪, 390順位被聖地牙哥教士選走
- 克里斯·楊, 第16輪, 493順位被芝加哥白襪選走
- 強尼·高姆斯（英语：Jonny Gomes）, 第18輪, 529順位被坦帕灣魔鬼魚選走
- 扎克·杜克, 第20輪, 604順位被匹茲堡海盜選走
- 傑克·莫爾（英语：Jake Mauer）, 第23輪, 677順位被明尼蘇達雙城選走
- 麥特·艾爾伯斯（英语：Matt Albers）, 第23輪, 686順位被休士頓太空人選走
- 查理·海格（英语：Charlie Haeger）, 第25輪, 763順位被芝加哥白襪選走
- 曼尼·帕拉（英语：Manny Parra）, 第26輪, 778順位被密爾瓦基釀酒人選走
- 尼克·布萊克伯恩（英语：Nick Blackburn）, 第29輪, 857順位被奧克蘭運動家選走
- 喬伊·加思賴特, 第32輪, 949順位被坦帕灣魔鬼魚選走
- 查德·高汀, 第34輪, 1009順位被坦帕灣魔鬼魚選走
- 拉傑·戴維斯, 第38輪, 1134順位被匹茲堡海盜選走

### NFL球員選秀
- 庫安·科斯比（英语：Quan Cosby）, 第2輪, 71順位被安那罕天使選走
- 塞德里克·班森（英语：Cedric Benson）, 第42輪, 1270順位被洛杉磯道奇選走
- 麥特·維爾（英语：Matt Ware）, 第45輪, 1346順位被西雅圖水手選走
- 布蘭登·瓊斯（英语：Brandon Jones (wide receiver)）, 第45輪, 1346順位被紐約洋基選走，但未簽約
- 布魯克斯·波林傑（英语：Brooks Bollinger）, 第45輪, 1346順位被洛杉磯道奇選走，但未簽約

## 外部連結
- MLB.com - 2001 Draft Tracker (all rounds)
- MLB.com - Draft History （页面存档备份，存于）
- Complete draft list from The Baseball Cube database （页面存档备份，存于）

| 前任： 艾德里安·岡薩雷斯 | 選秀狀元 喬·莫爾 | 繼任： Bryan Bullington |